# Fenny Compton
Pour les articles homonymes, voir Compton.
Fenny Compton est un village et une paroisse civile du Warwickshire, en Angleterre. Il est situé dans le sud-est du comté, à une douzaine de kilomètres au nord de la ville de Banbury dans l'Oxfordshire. Administrativement, il relève du district de Stratford-on-Avon.

## Toponymie
Compton est un nom d'origine vieil-anglaise courant en Angleterre qui désigne une ferme ou un village (tūn) se trouvant dans une vallée (cumb). Dans le Domesday Book, compilé en 1086, le village est appelé Contone. L'autre élément du nom provient du vieil anglais fennig « boueux, marécageux ». Le nom complet du village est attesté pour la première fois dans un document de 1221 sous la forme Fennicumpton.

## Histoire
En 1086, lorsque le Domesday Book est compilé, le manoir de Compton est partagé entre deux grands propriétaires terriens : le baron anglo-normand Robert de Meulan et le noble anglais Thorkil de Warwick. Le village compte alors 47 habitants.
En dépit de sa petite taille, Fenny Compton possède deux gares de chemin de fer dans la deuxième moitié du XIXe siècle et la première moitié du XXe siècle :
- la gare de Fenny Compton (en), sur la Oxford and Rugby Railway (en) (Great Western Railway), ouverte de 1852 à 1964[3] ;
- la gare de Fenny Compton West (en), sur la East and West Junction Railway (en), ouverte de 1873 à 1952[4].

## Démographie
Au recensement de 2011, la paroisse civile de Fenny Compton comptait 808 habitants.
| 1801 | 1811 | 1821 | 1831 | 1841 | 1851 | 1881 |
| ---- | ---- | ---- | ---- | ---- | ---- | ---- |
| 383  | 453  | 572  | 565  | 615  | 802  | 587  |

| 1891 | 1901 | 1911 | 1921 | 1931 | 1951 | 1961 |
| ---- | ---- | ---- | ---- | ---- | ---- | ---- |
| 568  | 489  | 510  | 443  | 485  | 496  | 520  |

| 1971 | 1981 | 1991 | 2001 | 2011 | - | - |
| ---- | ---- | ---- | ---- | ---- | - | - |
| ?    | ?    | ?    | ?    | 808  | - | - |

## Culture locale et patrimoine

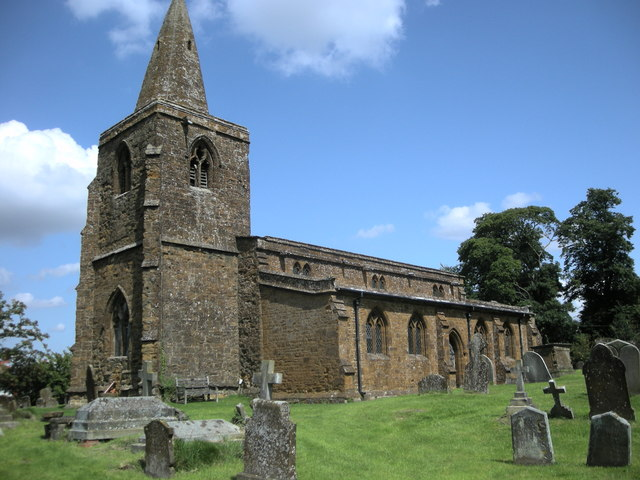
L'église de Fenny Compton.

L'église paroissiale de Fenny Compton est dédiée à saint Pierre et sainte Claire. La nef et le chancel remontent à la fin du XIIIe siècle, mais le second a été en grande partie reconstruit aux XVIIIe et XIXe siècles. Le collatéral nord, la tour et sa flèche datent de la fin du XIVe siècle, tout comme le porche ; une claire-voie est ajoutée au XVIe siècle. L'église est restaurée en 1879 par Thomas Graham Jackson et constitue un monument classé de grade II* depuis 1967.
En 2024, la mini-série Mr Bates vs The Post Office montre le village qui est le lieu de réunion des gérants ou gérantes de sous-bureaux de poste accusés à tort de détournements d'argent lors du scandale de la Poste britannique. Plus de 900 agents ont été condamnés (plus de 200 incarcérés), ont dû rembourser les dettes et sommes prétendument détournées, notamment par vente ou saisie de tous leurs biens.